# Anderson Lucoqui
Anderson-Lenda Lucoqui (* 6. Juli 1997 in Zweibrücken) ist ein deutsch-angolanischer Fußballspieler. Der Abwehrspieler stand zuletzt beim TSV 1860 München unter Vertrag.

## Karriere

### Verein
Lucoqui wurde in Zweibrücken als zweites Kind seiner aus Angola stammenden Eltern geboren; er hat eine ältere Schwester. Im Alter von vier Jahren zog seine Familie mit ihm nach Leverkusen.
Er spielte in der Jugend für Bayer 04 Leverkusen und den 1. FC Köln. Die Schule schloss er mit dem Abitur ab. Im Jahre 2014 schloss er sich Fortuna Düsseldorf an und spielte dort zunächst in der U19-Bundesliga West. Im Januar 2016 nahm Lucoqui erstmals am Trainingslager der Profimannschaft von Fortuna Düsseldorf teil und unterzeichnete im April desselben Jahres einen bis Juni 2019 datierten Vertrag bei den Rheinländern. Ende Oktober 2016 kam er erstmals in der 2. Bundesliga zum Einsatz; insgesamt absolvierte er bis 2018 drei Ligaspiele für die erste Mannschaft der Fortuna. Am 31. August 2018 wechselte Lucoqui zu Arminia Bielefeld. Sein Vertrag lief bis 2021. Insgesamt absolvierte er für die Arminia 42 Bundesligaspiele.
Zur Saison 2021/22 wechselte er zum 1. FSV Mainz 05. Sein Vertrag läuft bis 2024.
In Saison 2022/23 stand Lucoqui ab Anfang September als Leihspieler des 1. FSV Mainz beim Zweitligisten Hansa Rostock unter Vertrag. Unter Hansa-Trainer Jens Härtel kam am 7. Spieltag gegen Hannover 96 zu seinem Debüt – Lucoqui stand in der Startelf – für die Norddeutschen, für die er im Laufe der Spielzeit 15 Spiele bestritt. Nach Ende der – aus Rostocker Sicht – turbulenten Saison, in der er mit Patrick Glöckner und Alois Schwartz noch zwei weitere Trainer erlebte und unter Schwartz aussortiert wurde, schloss Lucoqui mit der Mannschaft auf Platz 13 ab. Bereits am vorletzten Spieltag konnte der Klassenerhalt sichergestellt werden.
Im Sommer 2023 wechselte er zum Zweitligisten Hertha BSC, Anfang Februar 2024 zum Ligakonkurrenten Eintracht Braunschweig. Ein Jahr später wechselte er zum TSV 1860 München. Nach zwölf Einsätzen in der 3. Liga verließ Lucoqui den TSV 1860 München im Sommer 2025.

### Nationalmannschaft
Am 9. November 2016 lief Lucoqui in einem Spiel gegen Italien erstmals für die deutsche U20-Nationalmannschaft auf; er spielte bis 2018 insgesamt achtmal für die Auswahl. Im Oktober 2020 spielte er in einem Freundschaftsspiel für die angolanische A-Nationalmannschaft, „um zu wissen, wie das ist“. Da er in keinem Pflichtspiel zum Einsatz kam, ist er weiterhin für DFB-Auswahlmannschaften spielberechtigt.